# Placonotus macrognathus
Placonotus macrognathus är en skalbaggsart som beskrevs av Thomas 1984. Placonotus macrognathus ingår i släktet Placonotus och familjen ritsplattbaggar. Inga underarter finns listade i Catalogue of Life.